# NGC 7329
NGC 7329 (другие обозначения — PGC 69453, ESO 109-12, AM 2236-664, IRAS22369-6644) — галактика в созвездии Тукан.
Этот объект входит в число перечисленных в оригинальной редакции «Нового общего каталога».
В галактике вспыхнула сверхновая SN 2009iu типа Ib, её пиковая видимая звездная величина составила 15,5.
В галактике вспыхнула сверхновая SN 2006bh типа Ia, её пиковая видимая звездная величина составила 14,8.